# Orahovljani (Republika Serbska)
Orahovljani (cyr. Ораховљани) – wieś w Bośni i Hercegowinie, w Republice Serbskiej, w gminie Mrkonjić Grad. W 2013 roku liczyła 263 mieszkańców.